# Enfoirés en 2000
 (janvier 2020).
Si vous disposez d'ouvrages ou d'articles de référence ou si vous connaissez des sites web de qualité traitant du thème abordé ici, merci de compléter l'article en donnant les références utiles à sa vérifiabilité et en les liant à la section « Notes et références ».
Albums de Les Enfoirés
Dernière Édition avant l'an 2000
(1999) L'Odyssée des Enfoirés
(2001)
Enfoirés en 2000 est le neuvième album tiré de la soirée des Enfoirés sorti en 2000 et enregistré le 24 janvier 2000 au Zénith de Paris.

## La tournée
| 8 janvier 2000  |  | Zénith de Toulouse             |
| 9 janvier 2000  |  | Le Dôme de Marseille           |
| 10 janvier 2000 |  | Halle Tony Garnier à Lyon      |
| 12 janvier 2000 |  | Hall Rhénus à Strasbourg       |
| 13 janvier 2000 |  | Zénith de Nancy                |
| 15 janvier 2000 |  | Zénith de Lille                |
| 16 janvier 2000 |  | Le Liberté à Rennes            |
| 17 janvier 2000 |  | Patinoire Mériadeck à Bordeaux |
| 24 janvier 2000 |  | Zénith de Paris                |

## Liste des titres et interprètes
Les sections avec une * ne sont pas reprises sur l'album.
| n°   | Titre                                 | Interprète(s)                                                                                     | Paroles                               | Musique                                 | Interprète(s) original(aux)         |
| ---- | ------------------------------------- | ------------------------------------------------------------------------------------------------- | ------------------------------------- | --------------------------------------- | ----------------------------------- |
| 1    | Au bout de mes rêves                  | Les Enfoirés                                                                                      | Jean-Jacques Goldman                  | Jean-Jacques Goldman                    | Jean-Jacques Goldman                |
| 2    | Casser la voix                        | Patricia Kaas, Garou, David Hallyday                                                              | Gérard Presgurvic                     | Gérard Presgurvic                       | Patrick Bruel                       |
| 3    | Medley "Voyage" *                     | Medley "Voyage" *                                                                                 | Medley "Voyage" *                     | Medley "Voyage" *                       | Medley "Voyage" *                   |
| 3-1  | Voyage, Voyage                        | Liane Foly et Patrick Fiori                                                                       | Jean-Michel Rivat                     | Dominique Dubois et Jean-Michel Rivat   | Desireless                          |
| 3-2  | La Bicyclette                         | Pascal Obispo et Muriel Robin                                                                     | Pierre Barouh                         | Francis Lai                             | Yves Montand                        |
| 3-3  | Harley Davidson                       | Josiane Balasko, Zazie et Ophélie Winter                                                          | Serge Gainsbourg                      | Serge Gainsbourg                        | Brigitte Bardot                     |
| 3-4  | Oh ! Mon bateau                       | Patrick Bruel                                                                                     | Robin Katz                            | Alexandre Desplat                       | Éric Morena                         |
| 3-5  | Partir un jour                        | Patrick Timsit, Pierre Palmade et Marc Lavoine                                                    | Pénélope Marcelin                     | Laurent Marimbert                       | 2Be3                                |
| 4    | Mon fils ma bataille                  | Francis Cabrel, Julien Clerc, Roch Voisine                                                        | Daniel Balavoine                      | Daniel Balavoine                        | Daniel Balavoine                    |
| 5    | Qui saura                             | Patrick Fiori, Pascal Obispo                                                                      | Michel Jourdan                        | Michel Jourdan                          | Mike Brant                          |
| 6    | Medley "Ca s'en va et ça revient" *   | Medley "Ca s'en va et ça revient" *                                                               | Medley "Ca s'en va et ça revient" *   | Medley "Ca s'en va et ça revient" *     | Medley "Ca s'en va et ça revient" * |
| 6-1  | Je suis venu te dire que je m'en vais | Karen Mulder                                                                                      | Serge Gainsbourg                      | Serge Gainsbourg                        | Serge Gainsbourg et Jane Birkin     |
| 3-2  | Pars                                  | Marc Lavoine et Karen Mulder                                                                      | Jacques Higelin                       | Jacques Higelin                         | Jacques Higelin                     |
| 6-3  | Ne me quitte pas                      | Maxime Le Forestier                                                                               | Jacques Brel                          | Gérard Jouannest                        | Jacques Brel                        |
| 6-4  | Je reviens te chercher                | Serge Lama et Karen Mulder                                                                        | Pierre Delanoë et Gilbert Bécaud      | Pierre Delanoë et Gilbert Bécaud        | Gilbert Bécaud                      |
| 6-5  | Même si tu revenais                   | Francis Cabrel, Serge Lama, Maxime le Forestier, Marc Lavoine et Karen Mulder                     | Jacques Chaumelle et Claude François  | Jacques Chaumelle et Claude François    | Claude François                     |
| 7    | Mon truc en plumes                    | Zazie, Pierre Palmade, Patrick Timsit                                                             | Jacques Constantin                    | Bernard Dimey                           | Zizi Jeanmaire                      |
| 8    | Il est libre Max                      | Muriel Robin, Maxime Le Forestier, Jean-Jacques Goldman                                           | Hervé Cristiani                       | Hervé Cristiani                         | Hervé Cristiani                     |
| 9    | Medley "Super-héros" *                | Medley "Super-héros" *                                                                            | Medley "Super-héros" *                | Medley "Super-héros" *                  | Medley "Super-héros" *              |
| 9-1  | Le chevalier blanc                    | Francis Cabrel                                                                                    | Coluche                               | Serge Gainsbourg                        | Gérard Lanvin                       |
| 9-2  | Zorro est arrivé                      | Pierre Palmade et Francis Cabrel                                                                  | Jerry Leiber                          | Jerry Leiber et Michael Stoller         | Henri Salvador                      |
| 9-3  | L'Aventurier                          | Jean-Jacques Goldman, Pierre Palmade et Francis Cabrel                                            | Nicola Sirkis                         | Dominique Nicolas                       | Indochine                           |
| 9-4  | Superman                              | Jean-Jacques Goldman, Pierre Palmade et Francis Cabrel et Patrick Timsit                          | Serge Lama                            | Ray Douglas Davies                      | Serge Lama                          |
| 9-5  | Je ne suis pas un héros               | Jean-Jacques Goldman, Pierre Palmade et Francis Cabrel, Patrick Timsit et Garou                   | Daniel Balavoine                      | Daniel Balavoine                        | Johnny Hallyday                     |
| 10   | La Bombe humaine                      | Patrick Bruel, Pascal Obispo                                                                      | Jean-Louis Aubert                     | Jean-Louis Aubert                       | Téléphone                           |
| 11   | Libertine                             | Liane Foly, Michèle Laroque, Karen Mulder, Axelle Red, Josiane Balasko, Maurane, et Patricia Kaas | Laurent Boutonnat                     | Jean-Claude Dequéant                    | Mylène Farmer                       |
| 12   | Medley "Vole" *                       | Medley "Vole" *                                                                                   | Medley "Vole" *                       | Medley "Vole" *                         | Medley "Vole" *                     |
| 12-1 | La cage aux oiseaux                   | Julien Clerc et Maxime le Forestier                                                               | Pierre Perret                         | Pierre Perret                           | Pierre Perret                       |
| 12-2 | Envole-moi                            | Patrick Bruel et Hélène Ségara                                                                    | Jean-Jacques Goldman                  | Jean-Jacques Goldman                    | Jean-Jacques Goldman                |
| 12-3 | Je vole                               | Serge Lama                                                                                        | Michel Sardou et Pierre Billon        | Michel Sardou                           | Michel Sardou                       |
| 12-4 | Fais comme l'oiseau                   | Patrick Fiori, Lââm                                                                               | Pierre Delanoë                        | José Figuereido et Carlos Pinto Antonio | Michel Fugain                       |
| 12-5 | Volare                                | Michèle Laroque et Mimie Mathy                                                                    | Jacques Larue                         |                                         | Domenico Modugno                    |
| 13   | Pour que tu m'aimes encore            | Elsa, Liane Foly, Hélène Ségara                                                                   | Jean-Jacques Goldman                  | Jean-Jacques Goldman                    | Céline Dion                         |
| 14   | Elle était si jolie                   | Marc Lavoine, Serge Lama, Jean-Jacques Goldman                                                    | Alain Barrière                        | Alain Barrière                          | Alain Barrière                      |
| 15   | Medley "Métiers" *                    | Medley "Métiers" *                                                                                | Medley "Métiers" *                    | Medley "Métiers" *                      | Medley "Métiers" *                  |
| 15-1 | Les Amants d'un jour                  | Mimie Mathy                                                                                       | Claude Delecluse et Michelle Senlis   | Marguerite Monnot                       | Edith Piaf                          |
| 15-2 | Le Poinçonneur des Lilas              | Alain Souchon et Mimie Mathy                                                                      | Serge Gainsbourg                      | Serge Gainsbourg                        | Serge Gainsbourg                    |
| 15-3 | Dactylo rock                          | Julien Clerc, Josiane Balasko et Axelle Red                                                       | Eddy Mitchell                         | Léo Missir                              | Les Chaussettes Noires              |
| 15-4 | Si j'étais un charpentier             | Roch Voisine et Mimie Mathy                                                                       | Long Chris                            | Tim Harding                             | Johnny Hallyday                     |
| 15-5 | L'hôtesse de l'air                    | Yves Lecoq                                                                                        | Jacques Lanzmann                      | Jacques Dutronc                         | Jacques Dutronc                     |
| 16   | Joue pas                              | Karen Mulder, Ophélie Winter, Roch Voisine                                                        | François Feldman                      | Thierry Durbet                          | Francois Feldman et Joniece Jamison |
| 17   | Derrière l'amour                      | Maurane, Patrick Bruel                                                                            | Pierre Delanoë                        | Toto Cutugno et Vito Pallavicini        | Johnny Hallyday                     |
| 18   | La Fille du Père Noël                 | Julien Clerc, Marc Lavoine, Lââm                                                                  | Jacques Lanzmann                      | Jacques Dutronc                         | Jacques Dutronc                     |
| 19   | Medley "Sexe" *                       | Medley "Sexe" *                                                                                   | Medley "Sexe" *                       | Medley "Sexe" *                         | Medley "Sexe" *                     |
| 19-1 | Sea, Sex and Sun                      | Pascal Obispo, Zazie                                                                              | Serge Gainsbourg                      | Serge Gainsbourg                        | Serge Gainsbourg                    |
| 19-2 | L'Amour avec toi                      | Garou et Muriel Robin                                                                             | Michel Polnareff                      | Michel Polnareff                        | Michel Polnareff                    |
| 19-3 | J'veux du cuir                        | Marc Lavoine, Josiane Balasko                                                                     | Alain Souchon                         | David McNeil                            | Alain Souchon                       |
| 19-4 | Fruit de la passion                   | Patrick Timsit et Axelle Red                                                                      | Francky Vincent                       | Francky Vincent                         | Francky Vincent                     |
| 19-5 | Lady Marmalade                        | Karen Mulder et Jean-Marie Bigard                                                                 | Bob Crewe                             | Bob Gaudio                              | Patti LaBelle                       |
| 20   | On va s'aimer                         | Carole Fredericks, Axelle Red, Patrick Fiori et Pascal Obispo                                     | Didier Barbelivien                    | Gilbert Montagné                        | Gilbert Montagné                    |
| 21   | Le Métèque                            | Alain Souchon, Garou, Patrick Timsit                                                              | Georges Moustaki                      | Georges Moustaki                        | Georges Moustaki                    |
| 22   | Medley "Femmes" *                     | Medley "Femmes" *                                                                                 | Medley "Femmes" *                     | Medley "Femmes" *                       | Medley "Femmes" *                   |
| 22-1 | Où sont les femmes ?                  | Jean-Jacques Goldman et Alain Souchon                                                             | Jean-Michel Jarre                     | Patrick Juvet                           | Patrick Juvet                       |
| 22-2 | Une femme avec une femme              | Liane Foly et Mimie Mathy                                                                         | Pierre Grosz                          | José-Maria Cano                         | Mecano                              |
| 22-3 | Si j'étais un homme                   | Maurane, Michèle Laroque                                                                          | Diane Tell                            | Diane Tell                              | Diane Tell                          |
| 22-4 | Comme un garçon                       | Lââm et Elsa                                                                                      | Jean-Jacques Debout                   | Jean-Jacques Debout                     | Sylvie Vartan                       |
| 22-5 | Sans contrefaçon                      | Josiane Balasko, Zazie                                                                            | Mylène Farmer                         | Laurent Boutonnat                       | Mylène Farmer                       |
| 23   | Une belle histoire                    | Annie Cordy, Alain Souchon, Francis Cabrel                                                        | Pierre Delanoë                        | Michel Fugain                           | Michel Fugain                       |
| 24   | Medley "Hymnes des Enfoirés" *        | Medley "Hymnes des Enfoirés" *                                                                    | Medley "Hymnes des Enfoirés" *        | Medley "Hymnes des Enfoirés" *          | Medley "Hymnes des Enfoirés" *      |
| 24-1 | Le monde est stone                    | Hélène Ségara et Garou                                                                            | Luc Plamondon                         | Michel Berger                           | Starmania                           |
| 24-2 | On ira tous au paradis                | Alain Souchon et Mimie Mathy                                                                      | Jean-Loup Dabadie et Michel Polnareff | Michel Polnareff                        | Michel Polnareff                    |
| 24-3 | Laissons entrer le soleil             | Serge Lama, Carole Fredericks                                                                     | Bernard Castelli et Jacques Lanzmann  | Galt McDermot et Gerome Ragni           | Julien Clerc                        |
| 24-4 | Sauver l'amour                        | Julien Clerc et Liane Foly                                                                        | Daniel Balavoine                      | Daniel Balavoine                        | Daniel Balavoine                    |
| 24-5 | Bienvenue chez nous                   | Michèle Laroque, Jean-Jacques Goldman                                                             | Erick Benzi                           | Erick Benzi                             | Florent Pagny                       |
| 25   | Chanter                               | Les Enfoirés                                                                                      | Lionel Florence                       | Pascal Obispo                           | Florent Pagny                       |
| 26   | La Chanson des Restos                 | Les Enfoirés                                                                                      | Jean-Jacques Goldman                  | Jean-Jacques Goldman                    |                                     |

## Artistes présents
Cette année, il y avait 35 artistes présents :
- Josiane Balasko
- Jean-Marie Bigard
- Patrick Bruel
- Francis Cabrel
- Julien Clerc
- Annie Cordy (Première participation)
- Christophe Dugarry (Première participation)
- Elsa
- Patrick Fiori
- Liane Foly
- Carole Fredericks
- José Garcia (Première participation)
- Garou
- Jean-Jacques Goldman
- David Hallyday
- Patricia Kaas
- Lââm (Première participation)
- Serge Lama
- Michèle Laroque
- Marc Lavoine
- Yves Lecoq
- Maxime Le Forestier
- Mimie Mathy
- Maurane
- Karen Mulder
- Pascal Obispo
- Pierre Palmade
- Axelle Red
- Muriel Robin
- Hélène Segara
- Alain Souchon
- Patrick Timsit
- Roch Voisine
- Ophélie Winter
- Zazie

## Musiciens
- Basse, Arrangements & Direction d'Orchestre : Guy Delacroix
- Batterie : Laurent Faucheux
- Percussions & Chœurs : Dany Vasnier
- Claviers & Piano : Jean-Yves D'Angelo
- Claviers & Accordéon : Jean-Yves Bikialo
- Guitares : Manu Vergeade, Michel-Yves Kochmann & Michael Jones
- Saxophone & Flûtes : Patrick Bourgoin
- Chœurs : Luc Bertin
- Batterie additionnelle sur "Derrière l'amour" : David Hallyday
- Guitares sur "Il est libre Max" : Jean-Jacques Goldman & Maxime Le Forestier